# A világűr foglyai
A világűr foglyai (eredeti címén Die andere Welt) Herbert Ziergiebel 1966-ban megjelent tudományos-fantasztikus regénye, amelyet  az NDK-beli Mitterdeutscher Verlag adott ki. 

## Cselekménye
A Darwin űrhajó egy aszteroidával való ütközés következtében Nap körüli pályára áll, és megszakad a kapcsolata a Földdel. A lassú halálra ítélt legénység körében pszichológiai dráma bontakozik ki, amely napvilágra hozza a szereplők valódi énjét. Kilenc hónap múlva a Földön észreveszik, hogy az űrhajó nem semmisült meg, és mentőexpedíciót indítanak utána. A könyv befejezését – az űrhajósok hihetetlen megmenekülése – feltehetően a hivatalos elvárások alakították.
A cselekmény két szálon fut, az egyik a bajba jutott űrhajón, a másik a mentőűrhajón játszódik; az elsőnek az elbeszélője a Darwin első mérnöke, Roger Stuart, a másodiknak az író.

## Fogadtatása
A regény kereskedelmi szempontból igen sikeresnek bizonyult, és 1970-ben már az ötödik kiadásnál tartott. A regény alapján filmforgatókönyv is készült, de a filmet soha nem forgatták le.
1972-ben megjelent cseh nyelvű fordítása, „Tajemný hlas z vesmíru” (Titokzatos hang az űrből) címen. Magyarul a Kozmosz Fantasztikus Könyvek sorozatban látott napvilágot 1974-ben, Hajdú Miklós fordításában, Korga György grafikáival.
A könyv 2019-ben ismét megjelent németül, az Apex Verlag kiadásában.

## Jelentősége
A művet a kiadó értékelése szerint még mindig az NDK sci-fi remekművének tekintik. Más értékelések azt hangsúlyozzák, hogy szakítva a korábbi szocialista sci-fik hurráoptimizmusával, a szerző (akinek ez volt az első sci-fije) új korszakot nyitott a keletnémet sci-fiben azáltal, hogy nem a szereplők tudás- és kalandvágyára helyezte a hangsúlyt, hanem azokat a fizikai és lelki nehézségeket ábrázolta, amelyekkel az űrutazóknak szembe kellett nézniük; a mű nem kalandregény, hanem lélektani dráma. A dachaui koncentrációs tábort megjárt Ziergiebel azt vizsgálta, hogy rendkívüli körülmények közé került hősei mennyire képesek megőrizni emberségüket.
A regény – a korban ritka módon – bemutatja az atomenergia veszélyeit: az űrhajó parancsnoka, miközben meggátolja, hogy az atomreaktor megolvadjon, halálos dózis sugárzást szenved el. Az egyik jelenetben a jövő emberéről szólva a szerző azt a sematikus ábrázolást karikírozza, amely gyakori volt az NDK sci-fi irodalmában. A kritikusok azt is megemlítik, hogy a könyvben szereplő erotikus jelenet egyike volt az elsőknek a keletnémet sci-fikben.
Hans Frey ezt írta róla: Pontosan az antipodikus karaktere teszi a Die Andere Welt-et fontos könyvvé, amely nyomot hagy maga után.